# امپراتور موراکامی
امپراتور موراکامی (به ژاپنی: 村上天皇, Murakami-tennō)؛ زاده ۱۴ ژوئیهٔ ۹۲۶ درگذشته ۵ ژوئیهٔ ۹۶۷)، شصت و دومین امپراتور ژاپن بود.